# Imad Karim

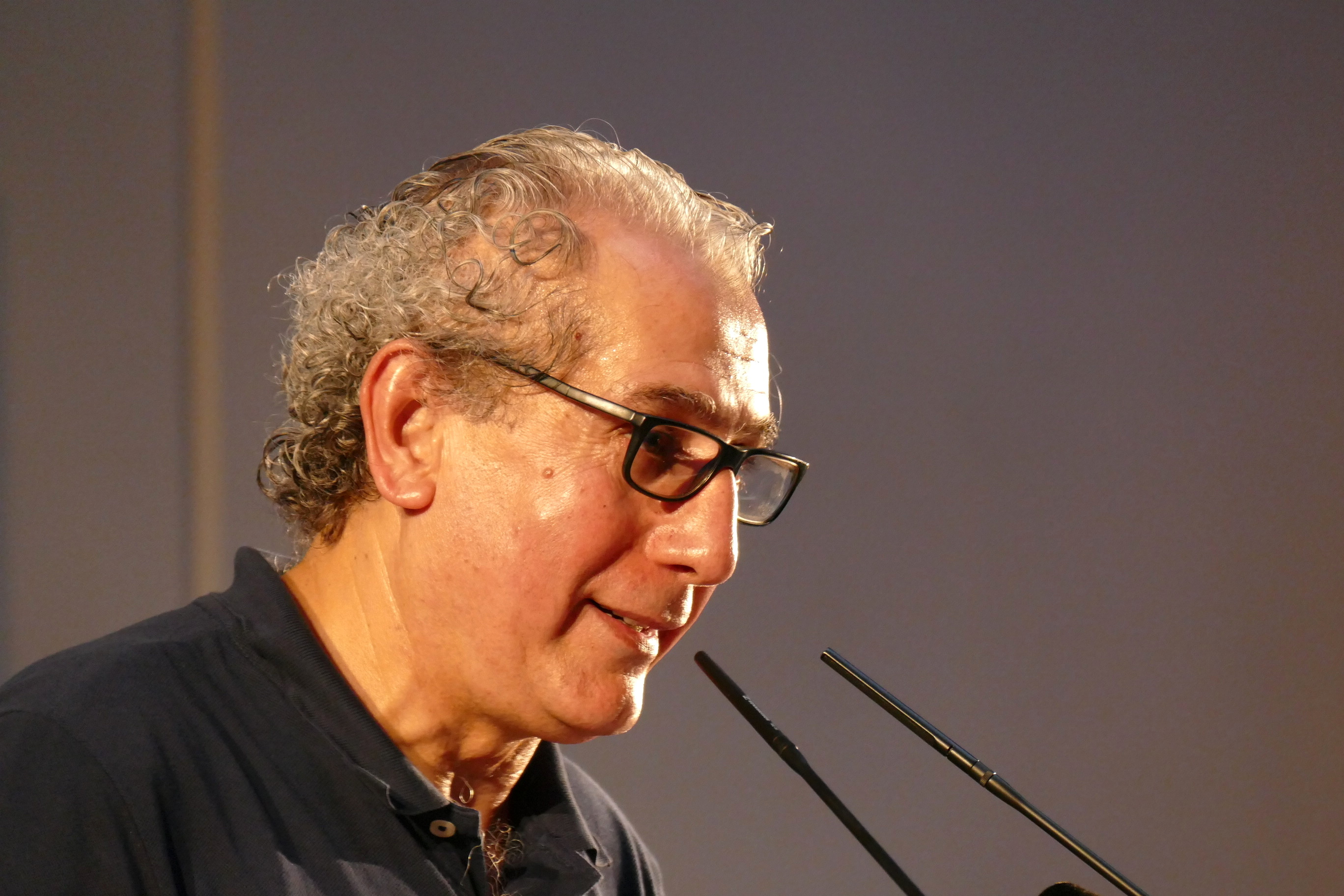
Imad Karim (2017)

Imad Karim (* 7. Juni 1958 in Beirut; arabisch عماد كريم) ist ein libanesisch-deutscher Regisseur, Drehbuchautor und ehemaliger Fernsehjournalist.

## Leben
Imad Karim wurde in Beirut nach eigenen Angaben als Schiit geboren. Er wuchs im Libanon auf und wählte 1977 Deutschland als Exil, wo er in Berlin, Mainz und Mannheim studierte.
Von 1987 bis 1991 finanzierte er seinen Lebensunterhalt durch Übersetzungsarbeiten in das Arabische und aus dem Arabischen. 
Nach Beendigung des libanesischen Bürgerkrieges, kehrte er in seine Heimat zurück und drehte den 28-minütigen Essayfilm „Die verlogenen Mythen meines Krieges“ für das Institut für Film und Bild in Wissenschaft und Unterricht.
Seit Anfang der 1990er Jahre arbeitet er als freier Fernsehjournalist, Filmautor und Regisseur. Er bereiste die Krisengebiete im Nahen Osten und berichtete live vor Ort, hauptsächlich aber aus dem Libanon und von der libanesisch-israelischen Grenze.
Er produzierte für das öffentlich-rechtliche Fernsehen eine Reihe von Dokumentationen, Reportagen und Filmessays im In- und Ausland wie Libanon, Syrien, Ägypten, Marokko, Tunesien, Irak, Türkei, Ghana, Schweiz, Italien, Spanien, Portugal, Philippinen und Hongkong.
Die Filmdokumentationen von Imad Karim befassen sich mit Menschen und einzelnen Schicksalen. Ende der 1990er Jahre erschien sein Dokumentarfilm „Beate von Pückler – Die Ziegenkönigin von Andalusien“.
Seit Beginn der „"Flüchtlingskrise“ tritt er als Kritiker des Islam auf. Dabei trat er als Gastredner bei Veranstaltungen der Alternative für Deutschland (AfD) auf. Von August 2001 bis Januar 2018 leitete er zudem die von ihm gegründete Werbeagentur und Filmproduktion „Strong Shadow Media“ in Mannheim.
Im März 2018 gab die AfD-nahe Desiderius-Erasmus-Stiftung bekannt, dass Karim in das Kuratorium der Stiftung berufen wurde.

## Kontroversen
Am 14. April 2017 wurde das Profil von Imad Karim bei Facebook entfernt. Am 19. Mai 2017 wurde seine Facebook-Sperre im Deutschen Bundestag zum Thema „Rechtsdurchsetzung in sozialen Netzwerken“ erwähnt. Am 31. Juli 2017 sendete die ARD die 45-minütige Reportage „Im Netz der Lügen – Der Kampf gegen Fake News“ von Claus Hanischdörfer, in dem unter anderem ein Facebook-Post von Imad Karim als Beispiel für die Verbreitung von „Fake News“ angeführt wird.

## Auszeichnungen
- Freiburger Publikumspreis, 1994
- Civis – Europas Medienpreis für Integration, 1995
- Prix Iris Niederlande, 1999